# Präsidentschaftswahl im Iran 1997

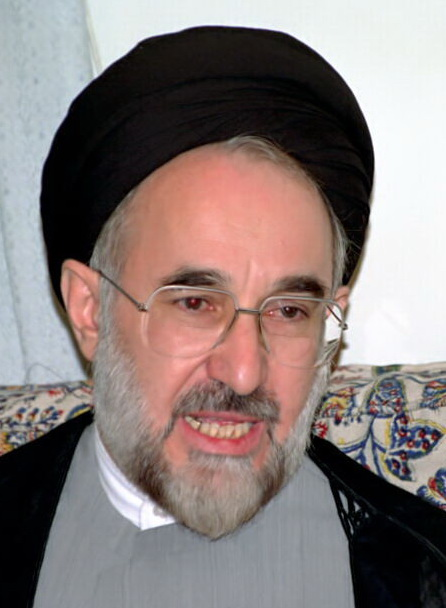
Wahlsieger Mohammad Chatami (1997)

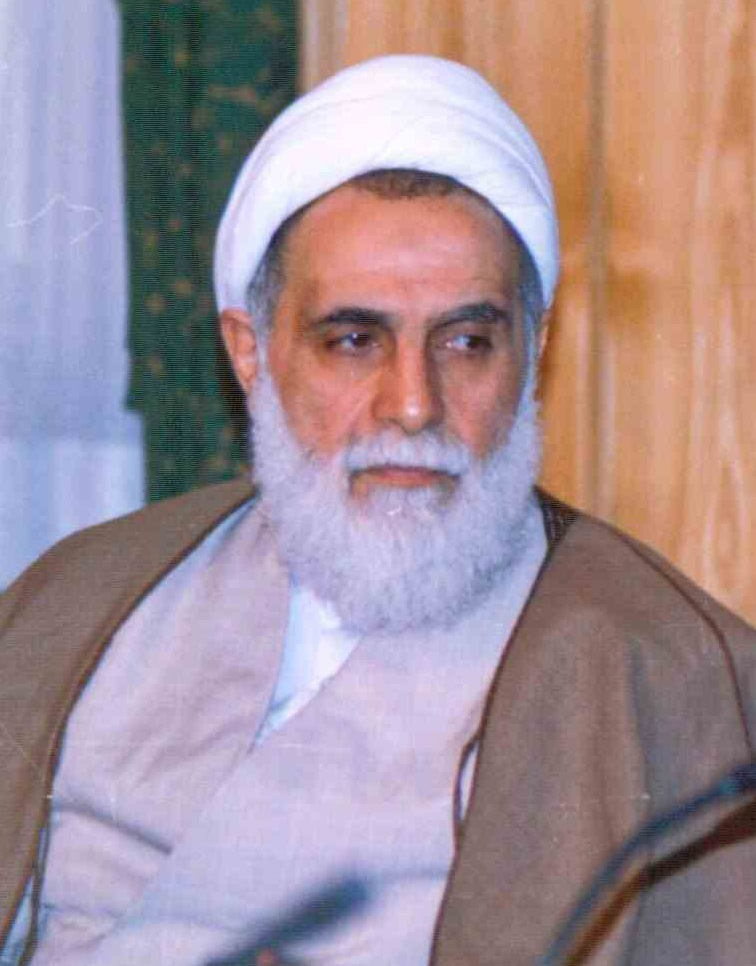
Der unterlegene Ali Akbar Nateq Nuri

Die iranischen Präsidentschaftswahlen 1997 fanden am 23. Mai 1997 statt. Wahlsieger wurde überraschend der Reformer Mohammad Chatami.

## Vorgeschichte
Der Wahl vorausgegangen war die zweite Amtsperiode Akbar Hāschemi Rafsandschānis. Das Land war in einem schlechten Zustand. Hohe Staatsschulden, außenpolitische Isolation und ein erstarkender konservativer Oberster Rechtsgelehrter Ali Chamene’i prägten das politische Bild des Iran. Rafsandschānī durfte nach zwei Amtszeiten verfassungsgemäß nicht erneut kandidieren und in der iranischen Bevölkerung machte sich Hoffnung auf einen politischen Wechsel breit. Allerdings lehnte der Wächterrat von 238 Kandidaten, die sich zur Wahl aufstellen lassen wollten, 234 ab.
Der frühere Minister für islamische Kultur, Mohammad Chatami, wurde trotz seines Rufes als gemäßigter Intellektueller zur Wahl zugelassen. Er musste zu seiner Kandidatur überredet werden, da er sich 1992 aus Protest gegen die rigorosen Machenschaften der radikalen Staatsführung aus der Politik zurückgezogen hatte und seitdem Direktor der Teheraner Nationalbibliothek war. Zuvor war er vom konservativ dominierten Parlament als Minister für islamische Kultur entlassen worden. Nachdem der Wächterrat die Zulassung für seine Kandidatur erteilt hatte, führte er einen Wahlkampf mit liberalen Parolen zum Frauenrecht und Meinungsfreiheit. Auf diese Weise konnte er die Sympathien der reformerischen Iraner gewinnen, deren Zahl in den Jahren nach Ajatollah Chomeinis Tod beständig zugenommen hatte.
Favorit war allerdings Ali Akbar Nateq Nuri, der Parlamentssprecher und Kandidat der religiösen Führungsriege um Chāmene'ī. Neben Chatami und Nateq Nuri kandidierten noch Mohammad Mohammadi Reyschahri, ein ehemaliger Revolutionsrichter, und als einziger Nichtgeistlicher der ehemalige Staatsanwalt Reza Zavarchi für das Amt des Präsidenten. Reyschahri und Zavarchi galten schon vor der Wahl als chancenlos.

## Ergebnis und Folgen
Mohammad Chatami konnte in einem triumphalen Wahlsieg fast 70 % der Stimmen auf sich vereinigen. Die Wahlbeteiligung lag bei 79,92 %.
|                               | Stimmen    | Prozent |
| ----------------------------- | ---------- | ------- |
| Mohammad Chatami              | 20.138.784 | 69,1 %  |
| Ali Akbar Nateq Nuri          | 7.248.317  | 24,87 % |
| Reza Zavarchi                 | 772.707    | 2,6     |
| Mohammad Mohammadi Reyschahri | 744.205    | 2,6     |
| Gesamt                        | 29.466.487 | 100 %   |

Mit Chatamis Wahlsieg etablierten sich die Reformer in der iranischen Regierung. Sie sahen sich allerdings einem konservativ dominierten Parlament sowie dem geistigen Führer Alī Chāmene'ī und seinen Institutionen gegenüber. Dennoch wurde Chatamis Wahlsieg im Westen als selbstgemachter Aufbruch Irans aus der politischen Isolation gefeiert.
Tatsächlich war durch die Wahl für viele Beobachter bewiesen, dass die demokratischen Elemente im iranischen Staatssystem stark genug waren, um einen politischen Wechsel auszulösen. Chatami wurde zur Symbolfigur für Meinungsfreiheit, Demokratie, Gleichberechtigung und kritischen Dialog – Hoffnungen, die er letztendlich nicht erfüllen konnte.